# Bataille de Maldon
La bataille de Maldon se déroule le 10 août 991 près de Maldon, en Angleterre. Elle oppose une armée anglaise menée par Byrhtnoth, ealdorman d'Essex, à une troupe de Vikings, qui sortent victorieux de l'affrontement. À la suite de cette défaite, le roi Æthelred le Malavisé verse un tribut aux Vikings pour qu'ils quittent son royaume.
Elle est relatée dans le poème en vieil anglais La Bataille de Maldon, qui brode sur la réalité en prêtant de nombreux discours aux guerriers anglais.

## Contexte
Dans les années 980, le royaume d'Angleterre est confronté à une recrudescence des raids vikings : Southampton est pillée en 980, Portland en 982 et Watchet en 988. Les pillards ne viennent pas de Scandinavie, mais des établissements vikings dans les îles Britanniques, en Irlande, dans les Hébrides et sur l'île de Man.
Le manuscrit A de la Chronique anglo-saxonne rapporte, pour l'année 993, l'arrivée d'une flotte viking de 93 navires menée par le Norvégien Olaf Tryggvason. Elle pille Folkestone et Sandwich, dans le Kent, puis remonte vers le nord et attaque Ipswich, dans le Suffolk, avant d'arriver à l'embouchure de la Blackwater, dans l'Essex, près de la ville de Maldon,. L'ealdorman d'Essex Byrhtnoth se porte à leur rencontre avec le fyrd de son comté.
L'entrée pour 993 du manuscrit A de la Chronique est confuse, comme en témoigne sa date erronée (993 au lieu de 991). Par conséquent, certains historiens, comme Niels Lund dans sa biographie d'Olaf Tryggvason pour le Dictionary of National Biography, considèrent que les 93 navires menés par Olaf Tryggvason ne sont arrivés en Angleterre qu'en 993-994. En revanche, Levi Roach estime que les détails donnés par la Chronique se rapportent bien à Maldon. Il souligne que le parcours proposé de la flotte viking est cohérent et suggère que le scribe responsable de la copie du manuscrit a pu sauter par erreur de l'entrée pour 991 à celle pour 993, réunissant sous une même entrée les événements survenus lors de ces deux années.
La date exacte de la bataille peut être déterminée grâce à la mention de la mort de Byrthnoth dans les calendriers de plusieurs abbayes. Ceux de Winchester et Ramsey la datent du 11 août, tandis que celui d'Ely la date du 10. Dans la mesure où l'ealdorman est l'un des principaux bienfaiteurs de l'abbaye d'Ely, où il est également inhumé, le 10 août est la plus vraisemblable des deux dates.

## Déroulement
Les différentes versions de la Chronique anglo-saxonne se contentent de rapporter que les Vikings remportent le combat et que l'ealdorman Byrhtnoth est tué,. Le déroulement de la bataille est décrit de manière plus détaillée dans deux sources littéraires rédigées peu de temps après : l'hagiographie d'Oswald de Worcester rédigée par Byrthferth de Ramsey et le poème anonyme La Bataille de Maldon. Elles offrent une image romancée de l'affrontement, mais elles permettent également d'évaluer la manière dont les contemporains ont perçu cet événement. Un récit beaucoup plus fantaisiste apparaît dans le Liber Eliensis, composé au XIIe siècle, qui fait durer la bataille quatorze jours et la décrit comme une victoire anglaise.
L'hagiographie d'Oswald n'apporte qu'un nombre d'informations limité. Il décrit la stature imposante et les longs cheveux blancs de Byrhtnoth et rapporte que les Anglais fuient le champ de bataille après sa mort. Aux yeux de Byrthferth, l'ealdorman apparaît comme le champion de la chrétienté contre les forces des ténèbres que représentent les Vikings, dont il décrit les déprédations en termes apocalyptiques.
C'est dans le poème La Bataille de Maldon que l'on trouve le récit le plus détaillé de la bataille, bien qu'il soit incomplet (le début et la fin du texte se sont perdus). Il rapporte que les Vikings ont débarqué sur une petite île, couramment identifiée à Northey Island, qui est séparée des terres par l'estuaire de la Blackwater. De l'autre côté des eaux se trouvent les hommes de Byrthnoth. Les Vikings lui proposent de partir en échange d'un tribut, ce que l'ealdorman refuse. Ils demandent ensuite à franchir la chaussée qui relie Northey Island à l'Essex afin de pouvoir déployer leurs troupes. Byrthnoth accepte et, une fois l'estuaire franchi, la bataille s'engage entre les deux armées. Le poète décrit ensuite le sort de plusieurs guerriers anglais qui tombent héroïquement face à la horde d'envahisseurs anonymes. Byrhtnoth lui-même tombe face à l'ennemi et meurt après avoir recommandé son âme à Dieu. La mort de leur chef incite une grande partie des troupes anglaises à s'enfuir, mais plusieurs soldats rappellent le serment de fidélité qu'ils ont prêté à l'ealdorman et se battent jusqu'à la mort.

## Conséquences
La défaite et la mort de Byrthnoth, qui est l'un des plus anciens et des plus importants ealdormen du royaume, a un retentissement considérable en Angleterre. Le roi Æthelred le Malavisé et ses conseillers (parmi lesquels l'archevêque Sigéric de Cantorbéry) décident d'acheter le départ des Vikings en leur versant 10 000 livres. Cette stratégie ne porte pas ses fruits, puisque dès l'année suivante, une flotte viking (peut-être la même) est active au large des côtes de l'est de l'Angleterre.